# A.S.D. Castel di Sangro Calcio
Castel di Sangro Calcio là một câu lạc bộ bóng đá Ý đến từ Castel di Sangro ở tỉnh lỵququila, Abruzzo. Họ chơi ở Promozione. Khoảnh khắc tuyệt vời của họ đến vào năm 1996, khi họ được thăng hạng lên Serie B, một thành tích đáng chú ý của một đội bóng đến từ một thị trấn chỉ có 5.500 cư dân. Thậm chí lớn hơn, họ đã có thể trụ hạng trong giải đấu đó một năm nữa. Câu chuyện về mùa giải đầu tiên của họ ở Serie B được ghi lại trong cuốn sách The Miracle of Castel di Sangro của Joe McGinniss. Đội bóng đã chơi ở sân vận động 7.220 ghế Stadio Teofilo Patini ở Castel di Sangro. Màu của đội là đỏ và vàng.

## Lịch sử

### Bắt đầu
Ngôi làng Castel di Sangro đã bị thiệt hại lớn trong Thế chiến thứ hai. Vào cuối cuộc chiến, một linh mục tên là Don Arbete đã tổ chức một đội bóng đá để giúp xây dựng lại cộng đồng. Vật liệu khan hiếm, vì vậy các cầu thủ đã sử dụng một quả bóng được buộc bằng dây bện. Họ đã giành chiến thắng trong trận đấu đầu tiên trước đội bóng thị trấn lân cận, do đó đặt mức cao nhất theo mong đợi. Một đội chính thức được tổ chức vào năm 1953, tham gia giải đấu thấp nhất trong tất cả các giải đấu ở Ý, Terza Cargetoria (hạng ba).
Phải mất ba mươi năm để đội được thăng chức lên Seconda Cargetoria, vào năm 1983. Tuy nhiên, việc tăng một giải đấu có nghĩa là họ cần tiền cho phí giải đấu, tiền lương của người chơi và thiết bị tốt hơn và họ không có. Vị cứu tinh của họ xuất hiện có tên Pietro Rezza, một người miền nam đến từ vùng Apulia, người đã kết hôn với một trong những gia đình giàu có nhất của thị trấn và người đã rời bỏ hoạt động của đội bóng với chồng của cháu gái mình, Gabriele Gravina.
Sự thăng hạng của câu lạc bộ lên Prima Cargetoria chỉ đến hai năm sau đó. Tại thời điểm này, không còn khả năng cạnh tranh bằng cách bảo vệ một đội chỉ gồm tài năng địa phương, và mặc dù họ vẫn không phải là một đội chuyên nghiệp, Gravina đã "thuê" những người chơi từ ngoài thị trấn để làm việc tại địa phương và do đó có sẵn để thi đấu cho đội. Bằng cách này, đội đã nhanh chóng tăng thứ hạng và đến năm 1989, đội đã đạt đến cấp bậc chuyên nghiệp của Serie C2. 

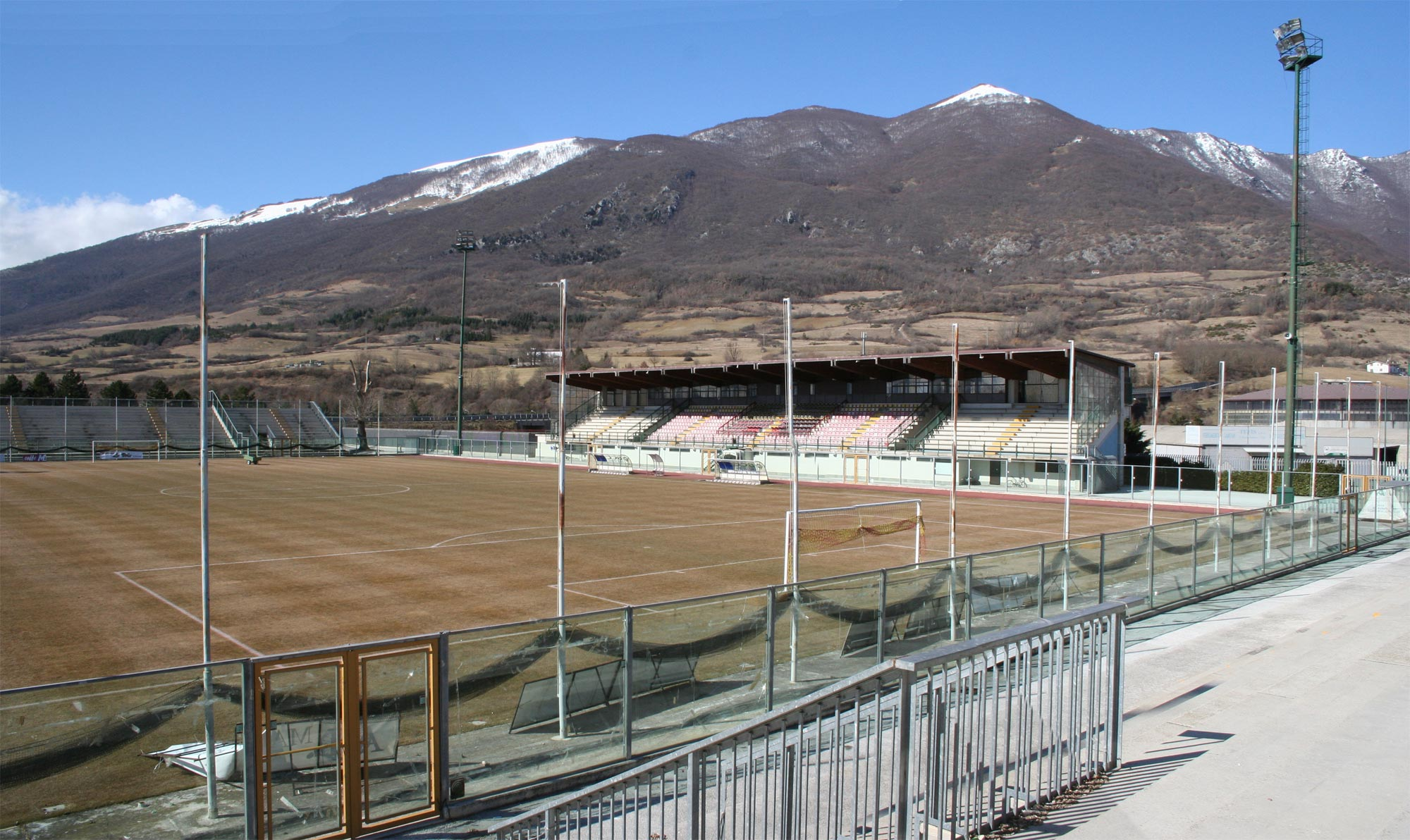
Sân vận động "Teofilo Patini", sân nhà của Castel di Sangro Calcio

### 1993-1996
Tại thời điểm này, con đường dẫn đến thành công trở nên hơi gập ghềnh và họ phải vật lộn để ở lại C2. Một phần ba chặng đường ở 1993-94, mọi thứ đang trở nên tồi tệ và họ đang đối mặt với sự xuống hạng. Gravina mang về huấn luyện viên Osvaldo Jaconi, người đã làm một phép lạ nhỏ bằng cách dẫn dắt đội bóng về đích ở vị trí thứ bảy. Mùa giải tiếp theo, ông lại ngạc nhiên khi đưa họ đến Serie C1.
Sự khác biệt giữa C1 và C2 là rất lớn. C2 có thể chuyên nghiệp, nhưng hầu như không phải vậy, và các đội nói chung đến từ các thị trấn nhỏ. Tuy nhiên, thật khó hiểu khi một đội nhỏ bé di chuyển sâu vào vùng nội địa của Abruzzo không chỉ xuất hiện ở đó mà còn tồn tại bảy năm. Đối với họ để đến C1 là không thể tưởng tượng được, vì C1 có các đội thực sự chuyên nghiệp, một số người thậm chí đã từng ở Serie A tại một thời điểm nào đó (Ascoli đã ở đó vào năm 1990, và Lecce vào năm 1993; cả hai sau đó đã trở lại Serie A).
Đương nhiên, kỳ vọng là thấp. Chỉ đơn giản là ở lại C1 sẽ là một thành tựu, nhưng Jaconi vượt xa nó; mùa giải đó họ kết thúc vị trí thứ hai, có nghĩa là họ đủ điều kiện cho vòng playoffs để xác định thăng hạng lên Serie B. Trận đấu đầu tiên của họ là trận đấu hai chân với Gualdo gần đó. Họ thua trận đầu tiên 1-0 trên sân khách. Ở sân khách nhà, có vẻ như trận đấu sẽ kết thúc bằng một trận hòa không bàn thắng (có nghĩa là Castel di Sangro sẽ thua trên tổng số điểm), khi Jaconi thực hiện một sự thay thế có vẻ kỳ quái. Chỉ còn lại mười lăm giây, anh ấy đã gửi một hậu vệ chỉ chơi bảy trận trong cả mùa giải. Sự cơ động của anh ấy đã làm việc đến mức hoàn hảo: Anh ấy đã ghi bàn bảy giây sau đó. Do đó, Castel di Sangro đã hoàn thành ở vị trí cao hơn trong bảng xếp hạng so với vị trí thứ năm của Gualdo.
Trận đấu thứ hai là trận đấu duy nhất với Ascoli, đội mà họ đã thua hai lần trong mùa giải. Chín mươi phút trôi qua mà không có bàn thắng, sau đó thêm ba mươi phút nữa, vẫn không có điểm, và phải đến loạt sút luân lưu để quyết định người chiến thắng. Một phút trước khi hết giờ, Jaconi đã thực hiện một sự thay thế không thể giải thích khác: Anh ấy đã gửi Pietro Spinosa, một thủ môn đã không chơi một phút nào trong mùa giải đó. Khi loạt đá luân lưu diễn ra, không bên nào bỏ lỡ, cho đến lượt thứ tám, khi Spinosa thực hiện một pha cứu thua dường như không thể, đảm bảo chiến thắng   - và thăng hạng   - cho đội của mình. Đây là "Điều kỳ diệu của Castel di Sangro".

### Ra mắt Serie B: mùa 1996-97
Đã ở giải đấu thấp hơn, đội buộc phải nâng cấp sân vận động của họ theo quy định của Serie B, và khi việc xây dựng chưa kết thúc vào đầu mùa giải, họ đã chơi vài trận đầu tiên trên sân nhà ở Chieti gần đó. Sau nhiều tháng trì hoãn, cuối cùng khi nó mở cửa vào tháng 12, thời tiết mùa đông khắc nghiệt và phân bón kém khiến sân không thể chơi được, khiến trận đấu đầu tiên của họ bị hủy bỏ. Cuối tháng đó, hai cầu thủ của họ, Danilo Di Vincenzo và Pippo Biondi, đã chết trong một vụ tai nạn xe hơi.
Vào đầu năm 1997, một cầu thủ khác, Gigi Prete, đã bị bắt vì liên quan đến một hoạt động buôn lậu ma túy. Prete cuối cùng đã được tha bổng sau khi bị giam giữ 22 tuần.
Có vẻ như họ sẽ nhận được một số trợ giúp từ Joe Addo của FSV Frankfurt thi đấu tại Oberliga Hessen của Đức. Ông cũng là đội trưởng của đội tuyển bóng đá quốc gia Ghana, người đã lọt vào bán kết trong Thế vận hội Mùa hè 1996. Tuy nhiên, Jaconi từ chối ký hợp đồng và Addo tiếp tục đến Sparta Rotterdam của Eredivisie.
Sau đó, Gravina tuyên bố đội bóng sẽ ký hợp đồng với một cầu thủ Nigeria từ Leicester City FC của FA Premier League có tên Robert Ponnick. Là cầu thủ Ngoại hạng Anh đầu tiên chơi ở Serie B, báo chí đã chen chúc ghi hình trong trận đấu. Trận đấu là một thảm họa, với Ponnick cho thấy hầu như không có cảm giác hiểu bóng đá và tham gia vào một cuộc chiến với một trong những đồng đội của mình. Cuối cùng, nó đã được tiết lộ rằng đối thủ là một đoàn kịch và anh ấy là một trong những thành viên của nó. Toàn bộ vở diễn đã được Gravina sắp xếp để tạo ra sự công khai. Như có thể dự đoán, nó đã hoạt động, nhưng tất cả là tiêu cực.
Trong suốt thời kỳ hỗn loạn, đội bóng đã ở gần cuối bảng xếp hạng và chỉ có màn trình diễn hoành tráng của thủ môn Massimo Lotti cũng như các bàn thắng quan trọng của Claudio Bonomi và Gionatha Spinesi (được cho mượn từ Inter Milan) khiến họ không rơi xuống đáy. Trong trận đấu áp chót, họ đã giành chiến thắng 2-1 trước Pescara để không bị xuống hạng, và điều kỳ diệu vẫn tiếp tục.
Theo McGinniss, trận đấu cuối cùng của mùa giải đã được ấn định; Anh ta đã nghe lỏm các cầu thủ trước trận đấu thảo luận về việc Bari, người cần một chiến thắng để đảm bảo thăng hạng lên Serie A, sẽ được phép ghi ba bàn và giành chiến thắng, với Castel di Sangro cho phép một bàn thắng an ủi từ một cú đá phạt. Một cầu thủ đã giải thích với anh ta rằng Bari đã yêu cầu một đặc ân, và thậm chí họ đã không làm như vậy, dù sao đi nữa, Castel di Sangro vẫn không thể chiến thắng vì số tiền và thể chất đã tiêu tốn trong trận chiến trụ hạng. Tuy nhiên, bởi vì "nó được yêu cầu bởi il sistema " (McGinniss tuyên bố rằng một số thành viên của đội bóng diễu hành nói với anh rằng việc sắp xếp trước kết quả trong các trận đấu cuối mùa có ý nghĩa đối với một trong các đội là phổ biến trong Bóng đá Ý), đội không thể từ chối. Bari thắng trận 3-1, bàn thắng của Castel di Sangro đến từ một quả phạt đền.

### Rơi xuống: mùa 1997-98
Năm thứ hai của họ ở Serie B cũng không suôn sẻ. Nhiều cầu thủ đã bị bán hoặc bỏ qua các phương tiện khác, và Jaconi bị sa thải giữa mùa giải. Sự xuống hạng của họ năm đó là lần đầu tiên của họ trong bất kỳ giải đấu nào kể từ năm 1983.
Tuy nhiên, năm đầu tiên trở lại Serie C1, đã chứng kiến một số thành công ở Coppa Italia 1999, nơi họ có thể đánh bại các đội Serie A Perugia và Salernitana trước khi thua Inter Milan ở tứ kết.
Vào năm 2005, câu lạc bộ đã bị giải thể do vấn đề tài chính. Từ đống tro tàn, một câu lạc bộ mới được thành lập, được gọi là Pro Castel Di Sangro.

### Nhiệm vụ thăng hạng
Trong mùa Promozione năm 2005-06, Pro Castel di Sangro đã chiến đấu để thăng hạng từ đầu đến cuối. Sau một mùa giải dài, chiến đấu vất vả, câu lạc bộ đã không được thăng hạng, kém ba điểm (73) so với Canistro (76). Vào năm 2006-07, Pro Castel di Sangro rõ ràng đã giành chiến thắng trong giải đấu với lợi thế 11 điểm trước đội đứng thứ hai, chuyển lên Eccellenza cho mùa giải tiếp theo, với một đội hình có cựu cầu thủ Serie B Bonomi và Martino. Pro Castel di Sangro sau đó kết thúc mùa giải Eccellenza đầu tiên của những năm 2000 với một vị trí giữa bảng xếp hạng, trong một giải đấu mà cũng có đội cựu chuyên nghiệp Chieti (đội cuối cùng đã lên ngôi vô địch) và L'Aquila.
Vào mùa hè 2008, câu lạc bộ đã đổi tên thành ASD Castel di Sangro Calcio.